# Dottore a spasso
Dottore a spasso (Doctor at Large) è un film del 1957 diretto da Ralph Thomas.